# Йост (король Германии)
Йост Моравский, также Йошт или Йодок (нем. Jobst von Mähren, лат. Jodoc(us) или чеш. Jošt Moravský; 29 января 1351 — 18 января 1411, Брно) — маркграф Моравии с 1375 года, курфюрст Бранденбурга с 1388 года, и король Германии с 1 октября 1410 года из Люксембургской династии.

## Биография

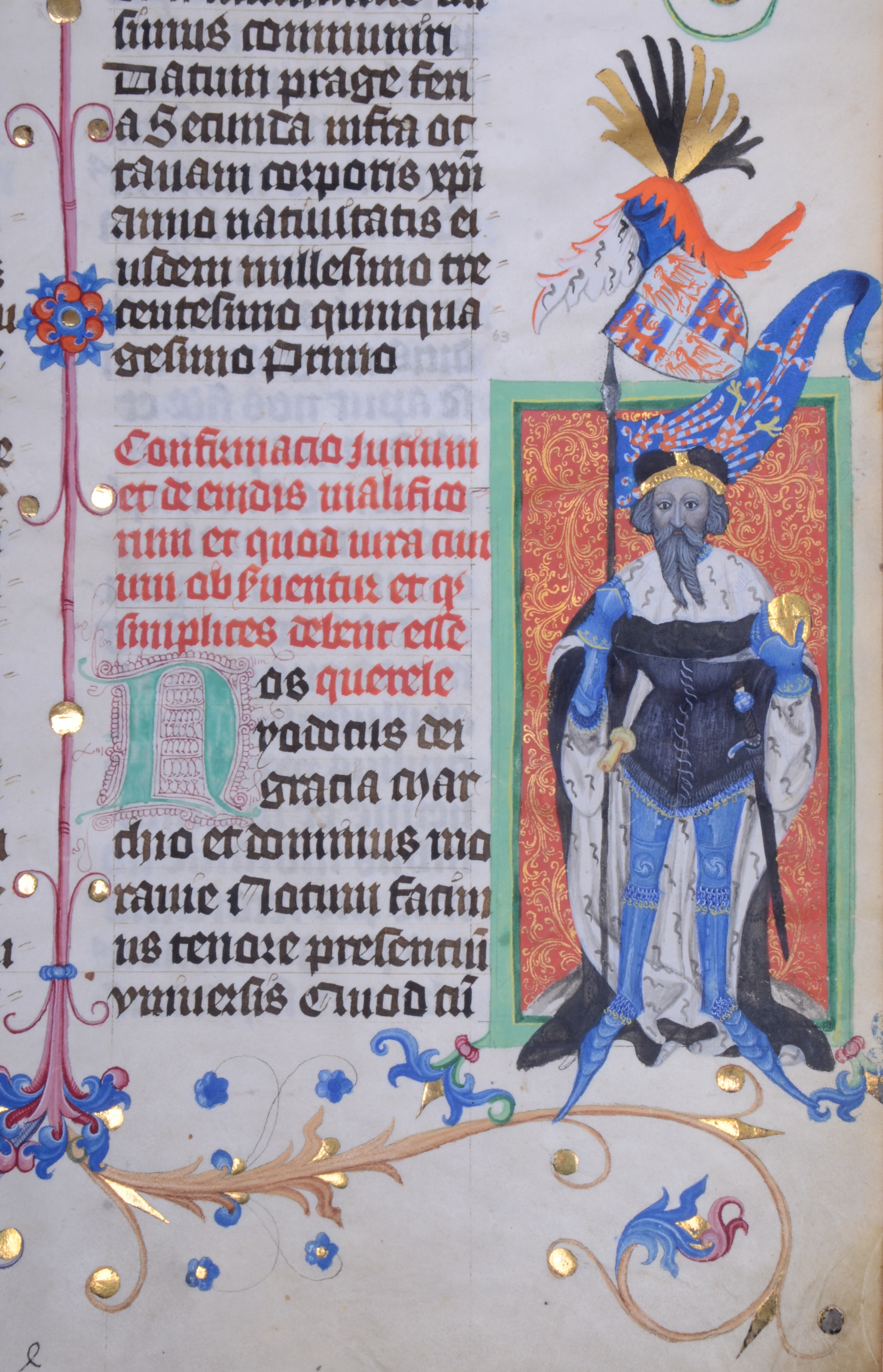
Йост Моравский, «Codex Gelnhausen», XV век

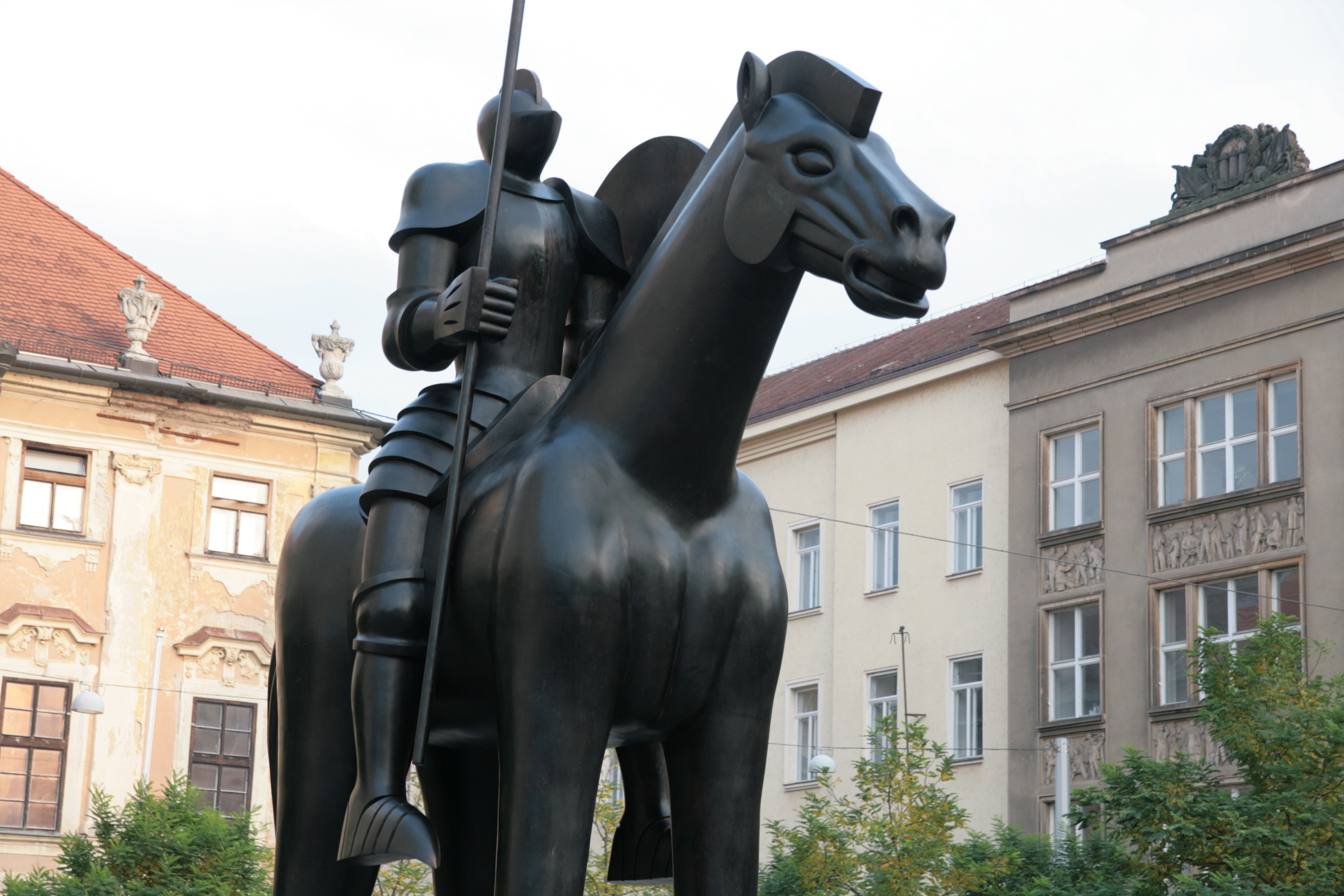
Памятник Йосту в Брно

Йост был старшим сыном моравского маркграфа Иоганна Генриха, брата императора Карла IV, и Маргариты, дочери князя Опавского. Он получил хорошее образование и достаточно эффективно управлял наследственными владениями своего отца, однако, по некоторым источникам, отличался жадностью, коварством и тщеславием.
После смерти отца в 1375 году Йост разделил престол Моравии со своим младшим братом Прокопом. Однако уже в 1381 году между братьями вспыхнула война, которая продолжалась с перерывами до самой смерти Прокопа в 1405 году.
В 1383 году двоюродный брат Йоста — король Германии Венцель — назначил его генеральным викарием Итальянского королевства.
Затем Йост участвовал в походах в Венгрию другого своего двоюродного брата Сигизмунда, претендовавшего на венгерский королевский престол, и получил за свою поддержку западную Словакию с Пожонью. Сигизмунд, постоянно испытывавший финансовые трудности, в 1388 году уступил Йосту курфюршество Бранденбург за 565 тысяч гульденов. В том же году Венцель передал ему родовое графство Люксембург с рядом ленов в Эльзасе.
В 1392 году Йост вступил в союз с Сигизмундом и Альбрехтом III Австрийским против короля Венцеля и своего родного брата Прокопа. В ходе войны Йосту удалось пленить короля в Бероуне (1394 год), но вскоре он был вынужден освободить Венцеля. В 1397 году Йост помирился с королём и получил за освобождение последнего Лужицы и Бранденбург.
Однако война скоро разгорелась снова и продолжалась до 1405 года, причём Йост действовал в союзе с Рупрехтом Виттельсбахом, которому в 1400 году удалось сместить Венцеля с германского престола.
После смерти Рупрехта в мае 1410 года Йост был избран королём Германии, но из-за сопротивления Сигизмунда Люксембургского, также претендовавшего на императорский титул, не успел короноваться, а 18 января 1411 года скончался в Брно, в замке Шпильберк. Он похоронен в костёле Святого Томаша, перед главным алтарём, под плитой из красного мрамора.

Герб Йоста, объединяющий элементы гербов Люксембурга и Бранденбурга

## Семья
Йост был женат дважды, детей в обоих брака не было:
- Эльжбета Опольская (1360—1374), дочь Владислава, князя Опольского и палатина Венгрии
- Агнешка Опольская (ум. 1409), дочь Болеслава II, князя Опольского